# 練光亭

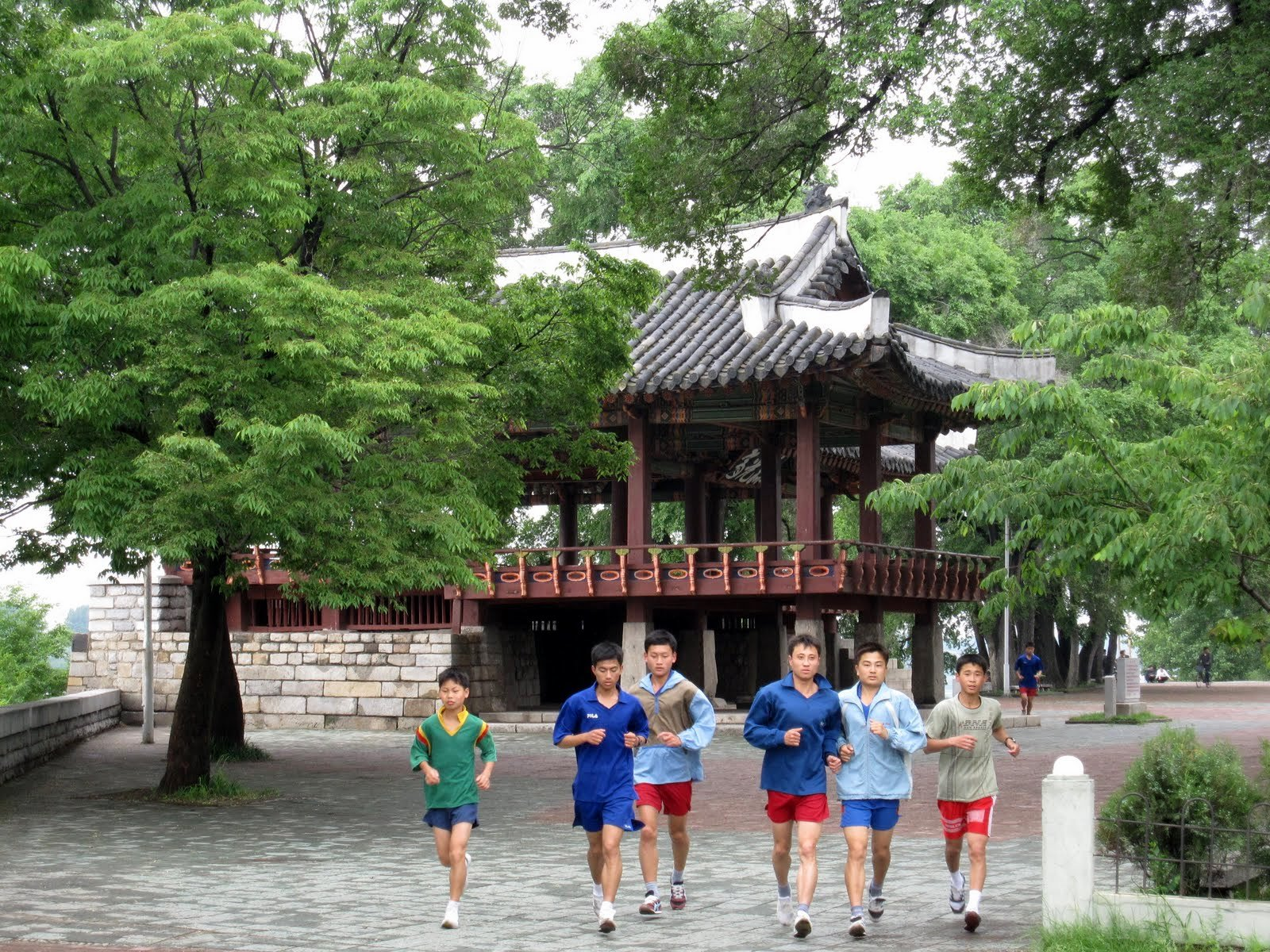
練光亭

練光亭（韓語：련광정）位于朝鮮民主主義人民共和國平壤市中心的中區大同江畔，亭內掛著匾額：『天下第一江山』。古代中國的外交使節人員來平壤觀光，被眼前的美景所陶醉，親自題上『天下第一江山』六個漢字 來贊美它。
它始建于高麗（918─1392）時期1111年，其後經多次修繕和改建，現存建築為1670年所建。
練光亭建在大同江岸峭壁上，與周邊景色十分和諧，互相襯托。南邊靠岸一方建在用石頭壘砌的高台上，北邊一方以高碩方柱支撐，看起來好像兩層建築，以保持總體建築的平衡，上面鋪了樓板。在11世紀的高麗時代的著名文人金黃元在這裡掛了一副漢字的對聯來歌誦大同江的風光：「長城一面溶溶水，大野東頭點點山」。但寫上兩行就續不下去了，他深感自己心長力絀，便投筆興嘆。有人把這兩行做成兩個匾掛在「練光亭」兩個圓柱內側，至今保存完好。
練光亭南邊的正面3間（11.35米），側面3間（7.2米），有11根圓柱。北邊的正面2間（6.15米），側面4間（11.02米），有9根方柱。歇山式屋頂，南北相連，這是罕見的建築形式。
練光亭建築樣式優美，而且登亭瞭望，遠近美景盡收眼帘，屬朝鮮關西八景之一。
練光亭鄰近還有大同門古代建築。